# Quận 9, Roma
Quận 9 EUR (tiếng Ý: Municipio IX EUR) là quận hành chính thứ chín của thủ đô Roma, Ý. Quận được thành lập vào ngày 11 tháng 3 năm 2013, thay thể Quận 12 cũ.